# Баширово
Баширово — село в Ташлинском районе Оренбургской области в составе Шестаковского сельсовета.

## География
Располагается на расстоянии примерно 33 километров по прямой на север от районного центра села Ташла.

## История
Село основано в 1795 году татарином Зулем Каранаем. В советское время в селе существовали колхозы «Кызыл Тан 11» и «Южный».

## Население
| 2010 |
| ---- |
| 228  |

Постоянное население составляло 324 человека в 2002 году (татары 96 %), 228 в 2010 году.